# Temple d'Apollon (Delphes)
Le temple d'Apollon de Delphes dont les ruines sont visibles aujourd'hui date du IVe siècle av. J.-C. et se présente comme un édifice périptère d'ordre dorique. Il a été érigé par Spintharos de Corinthe, Xenodoros et Agathon sur les restes d'un temple plus ancien datant du VIe siècle av. J.-C., lui-même érigé sur une construction datant du VIIe siècle av. J.-C. attribuée aux architectes Trophonios et Agamedes. Il se situe au cœur du sanctuaire panhellénique de Delphes.

## L'histoire
Le second temple du VIe siècle av. J.-C. était nommé « temple des Alcméonides » en hommage à la famille Athénienne qui finança sa reconstruction à la suite d'un incendie qui avait détruit la structure d'origine. Ce nouveau bâtiment fut conçu comme un temple hexastyle de 6 colonnes par 15, dans le style dorique. 
Le temple des Alcméonides fut détruit au début du IVe siècle av. J.-C. par un tremblement de terre. D'une proportion similaire au second édifice, le temple du IVe siècle av. J.-C. en conserva le modèle de 6 colonnes par 15 qui encadrent le stylobate. Les sculptures du fronton furent réalisées par Praxias et Androsthenes d'Athènes. L'intérieur du temple abritait l'adyton, qui constituait le lieu sacré de l'oracle de Delphes où se tenait la Pythie. Sur le fronton du temple était gravée la maxime « Connais-toi toi-même », une des maximes delphiques attribuées à Apollon et transmises par l'intermédiaire de l'oracle et des Sept Sages de la Grèce. L'édifice survécut jusqu'en 392 apr. J.-C., lorsque l'empereur romain Théodose Ier promulgua l'édit de Thessalonique, ouvrant ainsi la voie à la destruction des symboles païens.